# 深川站 (忠清北道)
深川站（：／ Simcheon yeok */?）是京釜線沿線的一座鐵路車站，位於韓國忠清北道永同郡深川面，有無窮花號列車停靠。

## 車站結構
站體為2面4線雙島式月台的地面車站。

### 月台配置
| ↑ 池灘          |
| ４３ \| ２１ \| |
| 覺溪 ↓          |

| 月台 | 路線   | 方向 | 目的地                                   |
| ---- | ------ | ---- | ---------------------------------------- |
| 1    | 京釜線 | 下行 | 不使用                                   |
| 2    | 京釜線 | 下行 | 東大邱、浦項、馬山、密陽、慶山、釜山方向 |
| 3    | 京釜線 | 上行 | 天安、平澤、水原、安養、永登浦、首爾方向 |
| 4    | 京釜線 | 上行 | 不使用                                   |

## 历史
- 1905年1月1日：落成使用。

## 车站周边
- 深川邮局
- 深川初等学校

## 相鄰車站
韓國鐵道公社
京釜線
池灘－深川－覺溪